# Al Jazeera
Al Jazeera (în arabă: الجزيرة‎, al-jazīrah, IPA: [aldʒaˈziːra], Insulă sau Peninsulă, în arabă), cunoscută și ca JSC (Jazeera Satellite Channel), este o instituție media cu sediul în Doha (Qatar), deținută de "Al Jazeera Media Network" – companie aflată parțial în proprietatea familiei Al Thani, dinastie ce se află la guvernarea Qatarului.
Lansată inițial ca o platformă TV de știri și actualități din lumea arabă, Al Jazeera s-a transformat într-o rețea care include canale TV de specialitate în mai multe limbi. Al Jazeera este una din cele mai mari agenții de presă, cu 80 de birouri în toată lumea.
Televiziunea a devenit renumită ca urmare a izbucnirii războiului din Afganistan (2001), fiind unica care a transmis, în direct, de la fața locului.
Al Jazeera a fost acuzată de analiști și reporteri că ar face propagandă pentru guvernul Qatarului. Acuzațiile vin și din partea unor foști angajați ai agenției. Aceasta este percepută ca având o orientare islamistă, promovând Frăția Musulmană, sprijinind sunnismul și având o reacție negativă față de șiism, în reportajele difuzate ce țin de conflictele regionale.
Viziunea antioccidentală este o altă acuzație de pe lista instituției, care susține că aceasta prezintă toate părțile conflictului, atât Israelul, cât și Iranul.
„Prin finanțarea rețelei de televiziune Al Jazeera, Qatarul a creat cea mai importantă platformă de exprimare moderată și inteligentă din Orientul Mijlociu. Al Jazeera are prestanță, iar această prestanță se reflectă din plin asupra Qatarului.”

## Istoric
"Al Jazeera Satellite Channel", cunoscută și ca AJA, a fost fondată la 1 noiembrie 1996, ca urmare a închiderii postului de televiziune BBC în limba arabă, formând o societate în comun cu "Orbit Communications Company".
Canalul BBC s-a închis după un an și jumătate de activitate când guvernul Arabiei Saudite a încercat să suprime informația, inclusiv un reportaj violent despre execuții și păreri ale disidenților.
Emirul Qatarului, șeicul Hamad bin Khalif, a oferit un împrumut de 500 de milioane de riali qatarezi (echivalentul a 137 de milioane de dolari americani) pentru a susține Al Jazeera în primii cinci ani.  Acțiunile au fost deținute de investitori străini, cât și de guvernul Qatar-ului.
Prima transmisie în direct a avut loc în 1 noiembrie 1996. Canalul oferea 6 ore de programe pe zi, care a crescut până la 12 ore, spre sfârșitul anului 1997.  Semnalul era transmis pe cale terestră, prin cablu, dar și prin satelit (care era un serviciu gratuit), deși Qatarul, ca multe alte țări arabe, interzicea populației, până în 2001, să dețină antenă de satelit.
La momentul lansării Al Jazeera, "Arab Satellite Communications Organization" (Arabsat) era unicul transmițător prin satelit în Orientul Mijlociu și, în decursul primului an de activitate al Al Jazeera, a putut să-i ofere un transponder de bandă C (care necesita o antenă de satelit foarte mare). Un transponder mai puternic, de bandă Ku, a devenit accesibil după ce, compania care îl utiliza anterior, "Canal France International", a transmis accidental 30 de minute de pornografie în Arabia Saudită.
Al Jazeera a șocat telespectatorii atunci când a prezentat prin intermediul televiziunii arabe, pentru prima dată, israelienii vorbind în ebraică.
Dezbaterea televizată „The Opposite Direction” a fost o sursă constantă de controverse în ceea ce privește probleme de moralitate și religie. Acesta a dat startul unui flux de critici din partea presei regionale, cu viziuni conservatoare, a plângerilor și a dezaprobării guvernelor țărilor vecine.
Unele guverne au blocat emisia terestră a televiziunii și au expulzat corespondenții acesteia. În anul 1999, guvernul algerian a întrerupt alimentarea cu energie electrică în câteva orașe importante, pentru a evita transmisiunea. Au existat și consecințe comerciale; Arabia Saudită a exercitat presiuni asupra agenților de publicitate, pentru a le face să evite canalul de televiziune.
Al Jazeera devine postul favorit pentru grupările militante, ca Hamas și separatiștii din Cecenia.
Al Jazeera a fost unica instituție de știri care a avut corespondenți în Irak, în timpul campaniei de bombardare "Operațiunea – Vulpe a Pustiului", în anul 1998.
1 ianuarie 1999 – Al Jazeera a transmis, pentru prima dată, 24 de ore din 24. Numărul angajaților s-a triplat, într-un an de zile, la 500. Bugetul anual era estimat la aproximativ 25 de milioane de dolari, la acel moment.
Al Jazeera a lansat, în ianuarie 2001, o pagină de internet gratuită, în limba arabă. Televiziunea a devenit disponibilă, în Marea Britanie, prin intermediul "British Sky Broadcasting".

### Războiul din Afganistan (2001-prezent)
Al Jazeera intră în atenția publicului din Vest în timpul urmăririi, la nivel internațional, a lui Osama bin Laden și a talibanilor, în urma atentatului din 11 septembrie 2001 din Statele Unite ale Americii. Postul de televiziune prezenta materialele video primite din partea lui Osama bin Laden și a talibanilor, considerând că imaginile cu fugarii cei mai căutați în întreaga lume prezintă interes public. În consecință, au fost lansate critici la adresa televiziunii pentru că ar oferi un mediu de exprimare pentru teroriști. Redactorul-șef al biroului din Washington a făcut o paralelă cu mesajul lui Unabomber, apărut în The New York Times. Televiziunea a declarat că a difuzat înregistrările deoarece are o audiență arabă foarte mare.
Multe televiziuni erau dornice să obțină acele casete. CNN International a avut dreptul exclusiv de a transmite cu șase ore mai devreme materialul decât celelalte televiziuni ar fi putut să o facă. Prevederea a fost încălcată cel puțin o dată.
Primul-ministru britanic Tony Blair a părut în timpul unei dezbaterii televizate de pe Al-Jazeera, pe 14 noiembrie 2001. El a vorbit despre vânarea talibanilor în Afganistan de către Marea Britanie.
Al Jazeera a jucat un rol proeminent în războiul din Afganistan deoarece a reușit să deschidă un birou la Kabul înainte ca luptele să înceapă. Biroul a fost distrus, în 2001, de bombele lansate de americani.
În 2002, rețeaua Al Jazeera rămâne dependentă de guvernul din Qatar, cu un buget de 40 de milioane de dolari și venituri de aproximativ 8 milioane. Rețeaua avea în jur de 45 de milioane de telespectatori în întreaga lume.
Un rival al Al Jazeera devine Al Arabiya, o ramură a "Middle East Broadcasting Center" (MBC), televiziune panarabă, înființată în Dubai cu finanțare saudită.

### Războiul din Irak 2003-2011
Al Jazeera este prezentă în Iraq din anul 1997. Canalul și pagina de internet ale companiei au avut parte de o atenție fără precedent din partea vizitatorilor, care căutau o alternativă rapoartelor încadrate și conferințelor militare.
Martie 2003 – se lansează pagina de internet în limba engleză. În noiembrie 2003, știrile despre sport se mută pe un canal separat, alocând mai mult timp emisiunilor știrilor ce țin de problemele publice pe canalul inițial. Canalul avea între 1.300 și 1.400 de angajați. Existau 23 de birouri internaționale, cu 70 de corespondenți străini și 450 de jurnaliști.
La 1 aprilie 2003, un avion american a tras în biroul Al Jazeera din Bagdad, omorândul pe reporterul Tareq Ayub. Atacul a fost declarat ca fiind întâmplător. Totuși, Qatar-ul a oferit Statelor Unite o hartă exactă, cu amplasarea tuturor birourilor rețelei, pentru a evita viitoarele atacuri.
Afșin Ratansi a fost primul jurnalist TV vorbitor de engleză.

### Organizarea
Canalul a început difuzarea în 1996, majoritatea angajaților fiind foști angajați ai BBC World Service`s, coproprietar fiind Arabic Language TV.
Logo-ul companiei este o reprezentare decorativă a numelui companiei, scrisă în caligrafie arabă. Selecția a fost făcută de fondatorul companiei, emirul de Qatar, șeicul Hamad bin Khalifa, în urma unei competiții de design.

#### Echipa de la Al Jazeera
Wadah Khanfar, la momentul formării Al Jazeera, era directorul canalului în limba arabă, fiind propus pentru funcția de director general Al Jazeera, acceptă și continuă să muncească pe ambele poziții. După 8 ani în funcția dată, declară pentru canalului englezesc al Al Jazeera că și-a atins scopurile inițiale și că timpul dat e suficient pentru liderul unei organizații. În perioada septembrie 2011 - iunie 2013, director este Ahmed bin Jasim al Thani, care devine mai apoi ministrul economiei și al comerțului. Președintele canalului devine Hamer bin Thamer al Thani. Actualul director general este Mustefa Suag.
Editorul șef al paginii de internet este Mustefa Souag. Editorul șef al paginii, linia engleză, este Mohamed Nanabhay, care ocupă acest post din 2009. Predecesorii acestuia au fost Beat Witschi și Russell Marryman.
Personalități proeminente al postului sunt:
- Faisal al-Qasem, prezentatorul dezbaterii televizate The Opposite Direction;
- Ahmed Mansur, prezentatorul emisiunii Without Borders ("bi-la Hudud");
- Sami Hadad.

Șeful de birou din Iran și Beirut, Ghasan bin Jido, a devenit o persoană influentă datorită emisiunii, Hiwar Maftuh, una din cele mai urmărite.
Osama Al Bayati, director artistic și TV, director comercial, este specializat în gândirea conceptuală și în promovarea mărcii comerciale a rețelei.

### Expansiunea companiei în afara Orientului Mijlociu

#### Al Jazeera, linia engleză
În 2003, Al Jazeera angajează primul jurnalist vorbitor de engleză. Acesta este Afșin Ratansi, de la "BBC Today Programme".
În martie 2003, este lansat pagina de internet în limba engleză.
În 4 iulie 2005, compania anunță oficial că va lansa un nou satelit, în engleză – Al Jazeera International. Noul canal a fost deschis în 15 noiembrie 2006, sub denumirea de Al Jazeera English și centrele de transmisiune fiind în: Doha, Londra, Kuala Lumpur și Washington, D.C. Transmisiunea de știri are loc 24 de ore, șapte zile din săptămână. Câte 8 ore din Doha și câte 4 ore din celelalte centre.
Jurnaliștii au fost angajați de la ABC's Nightline și de la alte instituții media. Josh Rushing, un fost manipulator media pentru CENTCOM în timpul războiului din Irak, a acceptat să ofere comentarii. David Frost făcea parte, și el, din echipă. Difuzarea se făcea, în mod circular, între centrele de transmisiune.

#### Al Jazeera în Balcani
În 2011, a fost lansat "Al Jazeera Balkans" în Sarajevo și servea Bosnia și Herțegovina în limba sârbo-croată. Aspectul este asemănător cu canalul englezesc al Al Jazeera.

#### Al Jazeera în Statele Unite ale Americii
În ianuarie 2013, Al Jazeera cumpără compania Current TV, care era parțial deținută de fostul vicepreședinte Al Gore. Utilizând o parte din infrastructura canalului cumpărat, Al Jazeera lansează, la 20 august 2013, un canal de știri american.
Deși "Current TV" avea o distribuție largă prin satelit și cablu, aceasta aduna 28.000 de vizitatori (un rating foarte redus). Din acest motiv, Time Warner Cable a renunțat la rețea, dar au făcut o declarație că sunt gata să revizuiască decizia dacă canalul este important pentru clienții lor.
În august 2014, Al Gore și alți colegi acționari au intentat un proces juridic împotriva Al Jazeera, declarând o valoare reziduală de $65 milioane din veniturile obținute din vânzare, neplătite în 2014. Al Jazeera a intentat un contraproces.
În 13 ianuarie 2016, CEO-ul "Al Jazeera America", Al Anstey, a anunțat că firma va încheia procesul în 12 aprilie 2016, motivând „situația economică”.

#### Al Jazeera – Turcia
Al Jazeera cumpără, în 10 februarie 2011, canalul turcesc Cine 5 și lansează versiunea turcească a Al Jazeera. În 2014, apare pagina de știri, însoțită de materiale video.